# Chiesa e convento di San Torpé
La chiesa e il convento di San Torpé a Pisa si trovano in via Fedeli di fronte agli scavi dei bagni di Nerone.

## Storia e descrizione
La chiesa e il convento furono fondati fra il 1254 e il 1278 dagli Umiliati e nel XVI secolo passarono ai frati di San Francesco da Paola; nel XVII secolo e nel 1895 furono restaurati. Il campanile è del 1821.
All'interno si trovano tre dipinti del XVII secolo: la Madonna col Bambino, Sant'Anna e San Torpè di Francesco Vanni, San Carlo Borromeo ed episodi della sua vita di Giovanni Stefano Marucelli, la Conversione di San Giovanni Gualberto di Giovanni da San Giovanni.
I due altari addossati alla parete destra, l’uno dedicato a San Francesco di Paola e l’altro a San Carlo Borromeo, ospitano i dipinti raffiguranti La Madonna in gloria tra San Giovanni della Croce e Santa Teresa (1820 ca.) di Domenico Nani da Udine ed Il Santo ed episodi della sua vita di Giovanni Stefano Maruscelli (dopo 1631).

## Altre immagini

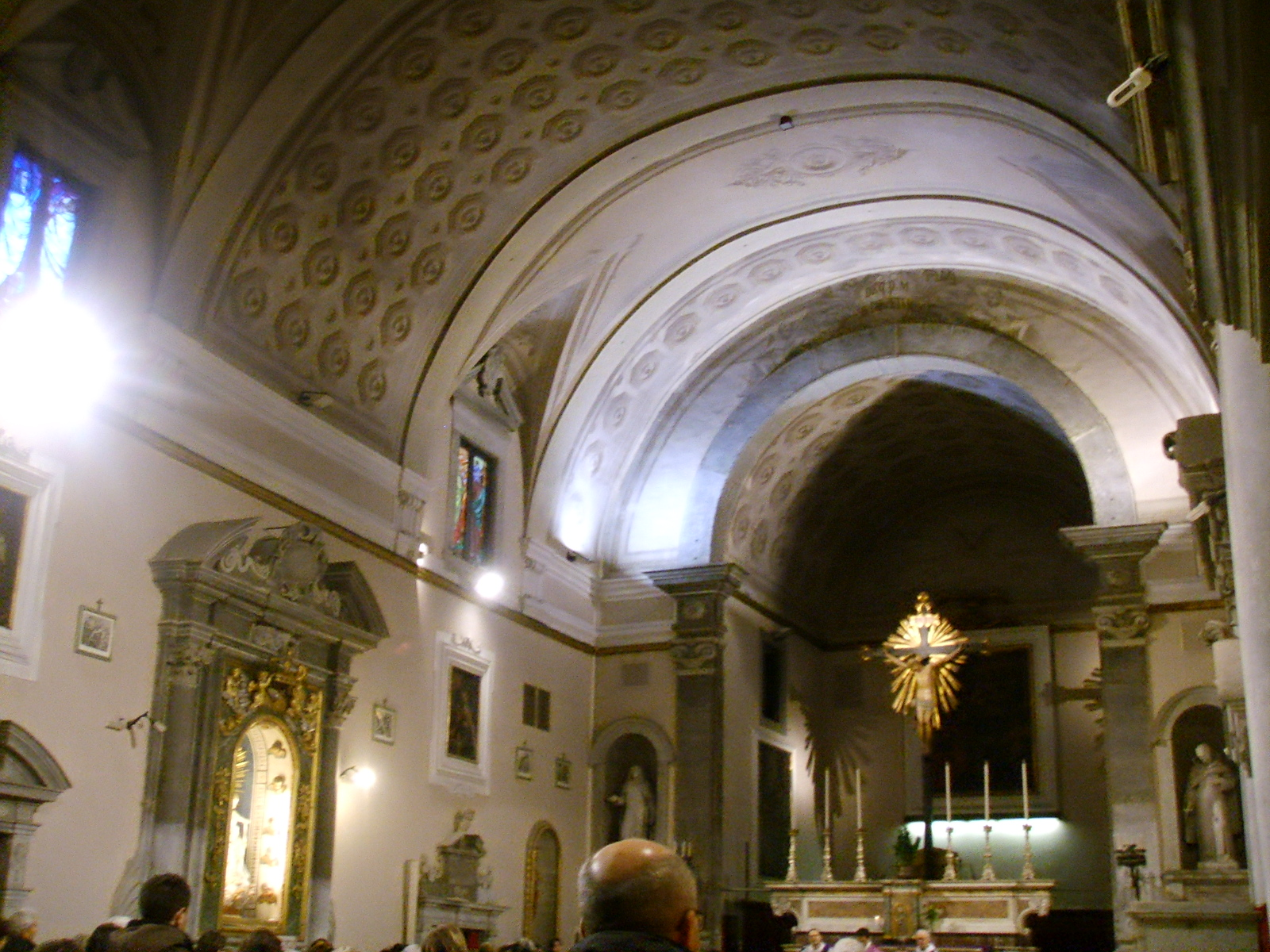
L'interno